# Blind Willie McTell
Blind Willie McTell (* jako William Samuel McTier; 5. května 1898 Thomson, Georgie, USA – 19. srpna 1959 Milledgeville, Georgie, USA) byl americký bluesový zpěvák, kytarista, skladatel a kazatel. Narodil se slepý na jedno oko, o druhé přišel v dětství. V roce 1981 byl uveden do Blues Hall of Fame. Bob Dylan po něm pojmenoval svou píseň „Blind Willie McTell“, vyšla na albu The Bootleg Series Volumes 1–3 (Rare & Unreleased) 1961-1991 v roce 1991.